# Triphleba hyalinata
Triphleba hyalinata är en tvåvingeart som först beskrevs av Johann Wilhelm Meigen 1830.  Triphleba hyalinata ingår i släktet Triphleba och familjen puckelflugor. Arten är reproducerande i Sverige. Inga underarter finns listade i Catalogue of Life.